# 基斯克亞大學
基斯克亞大學（法語：Université Quisqueya）成立於1988年，是一所位於海地首都太子港的私立大學。第一任校長是雅克-爱德华·亚历克西，他於1999年成為海地總理。
校名基斯克亞“Quisqueya”（來自Quizqueia），意為“偉大的事物”或“大地”，是海地所在島嶼伊斯帕尼奧拉島的舊名之一。
校内設有孔子学院，並為海地學生提供免費漢語教學。